# Naos (ster)

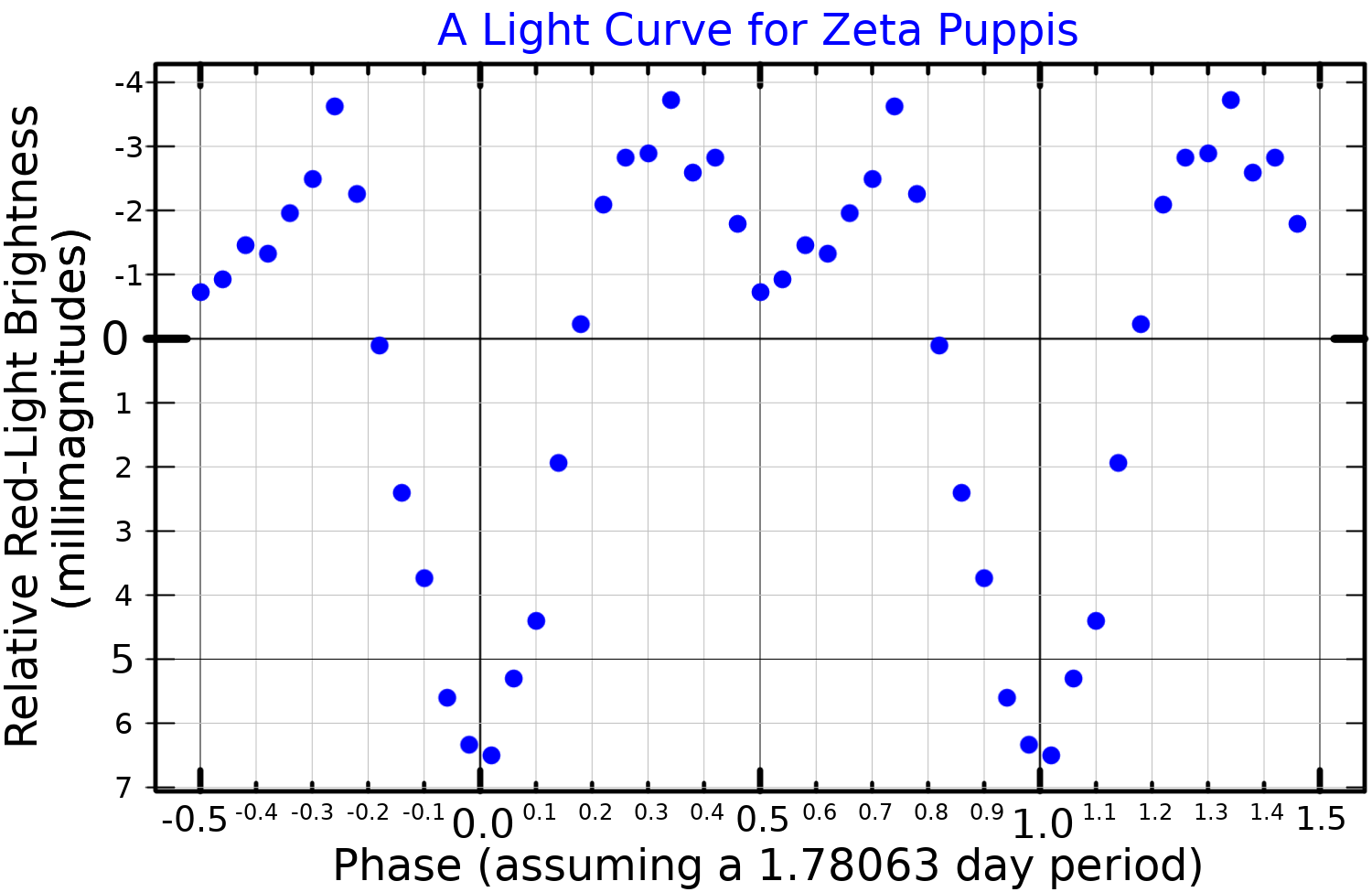
Lichtkromme van Naos

Naos (zeta Puppis) is een ster met schijnbare magnitude 2,25 in het sterrenbeeld Achtersteven (Puppis). Het is een blauwe superreus (spectraalklasse O4If(n)p) met een diameter van 15.312.000 km op een afstand van 1084 lichtjaar. Het is een Alpha Cygni veranderlijke met een periode van 1,78 dagen. 
De ster staat ook bekend als Suhail Hadar. De ster veroorzaakt samen met de ster Suhail al Muhlif de meeste ionisatie in de Gumnevel.